# 2016年日本賽馬
2016年日本賽馬（日語：2016年の日本競馬），是2016年（平成28年）日本賽馬界發生的重大事件及各項賽事的記錄。

## 重大事件概述

### 中央競馬

#### 16年來再有女騎師取得牌照
2月11日，日本中央競馬會公佈騎師考試複試的結果，6名競馬學校畢業生均通過考試，其中包括女性學生藤田菜七子。本次為自2000年西原玲奈合格後，再度有女騎師通過考試取得牌照，同時亦結束了2013年9月增澤由貴子退役後，中央沒有任何女騎師的局面。

#### 分級賽主要變更
- 紫苑錦標獲評為三級賽，同時將秋華賞的優先出賽權擴大至跑獲頭三名的賽駒。
- 沙特阿拉伯皇家盃（前身為銀杏錦標）被評為三級賽。
- 阪神牝馬錦標賽事距離改為草地1600米。
- 京都牝馬錦標賽事距離改為草地1400米。
- 福島牝馬錦標更改負磅重量。

### 地方競馬

#### 禁藥風波連續4年發生
過往3年開始爆發的禁藥風波資金仍未平息（詳情參見2013年日本賽馬#違禁用藥接連發生、2014年日本賽馬#違禁用藥仍然存在及2015年日本賽馬#禁藥風波繼續燃燒），本年度於笠松競馬場及水澤競馬場作賽的坐駒均有被驗出禁藥成份。
11月7日，1匹於笠松競馬場作賽的賽駒事後被發現體內含有肌肉增強劑同化類固醇，同時練馬師藤田正治被警告及停薪40日。而於12月，3匹於水澤競馬場的參戰馬相繼對尼古丁呈現陽性反應，面對此連續事件，岩手縣競馬組合決定向岩手縣警奧州警察於備案及調查。

## 時間表

### 1月-3月
- 1月5日 - 2014年夏日冠軍錦標冠軍「A Shin Beatlon」轉籍地方，2014年函館紀念冠軍「忘情棄愛」退役[1][2]。
- 1月6日 - 三勝一級賽的「奇銳駿」、兩勝分級賽的「碧藍海洋」及2012年夢幻錦標冠軍「Sound Rihanna」退役[3][4][5]。
- 1月7日 - 2012年日本盃泥地大賽冠軍「大和熱驥」退役[6]。
- 1月8日 - 2014年天蠍錦標冠軍「奈村勝將」轉籍地方[7]。
- 1月11日 - 2010年札幌兩歲錦標冠軍「All as One」及三勝分級賽的「榮進巔峰」退役[8][9]。
- 1月12日 - 練馬師葛西勝幸退役。
- 1月13日 - 四勝分級賽的「A Shin Moreover」退役[10]。
- 1月14日 - 兩勝分級賽的「挪亞榮駒」退役[11]。
- 1月15日 - 大井競馬場第5場賽事出現事故，其中1匹賽駒因賽事中出現粉碎性骨折以跌倒，造成其他賽駒出現墮馬，跌倒賽駒之騎師瀧川壽希也被送往醫院，而其他受傷騎師有年淳、柏木健宏、本橋孝太及山崎誠士其後的座騎均需易配。
- 1月18日 - 場外投注所「offt伊勢崎」因大雪暫停營業。
- 1月19日 - 場外投注所「Aiba釧路」及「Aiba中標津」因暴風雪暫停營業。同日，高知競馬場因天氣惡化取消第9場賽事。
- 1月20日 - 名古屋競馬場因大雪取消賽事，東海一級賽新春飛馬盃則推遲至3月17日舉行。同日，栗東訓練中心因同樣原因暫停所有賽駒的訓練。
- 1月22日 - 日本中央競馬會因大雪取消京都競馬場的晚間早盤投注[12]。
- 1月23日 - 日本中央競馬會因大雪取消美國賽馬會盃的早盤投注。
- 1月24日 - 佐賀競馬場因大雪取消賽事。同日，騎師武豐策騎「解密精英」勝出美國賽馬會盃，達成連續30年贏得分級賽[13]。
- 1月25日 - 隸屬佐賀競馬場的場外投注所因可預見的大雪而暫停營業。
- 1月26日 - 練馬師川勝步退役。
- 1月28日 - 2012年關東橡樹大賽冠軍「Asuka Libre」退役。
- 1月29日 - 2014年閃耀雌馬盃冠軍「Sound Gaga」退役[14]。同日，日本中央競馬會因大雪取消東京競馬場晚間早盤投注[15]。
- 1月30日 - 騎師勝浦正樹出戰中京競馬場第8場賽事，達成第12000場出賽，亦為第24位達成此數字的騎師[16]。
- 1月31日 - 騎師花田大昂掛鞭，將成為策騎員[17]。
- 2月5日 - 地方競馬全國協會宣佈2017年的日本育馬場盃系列賽事將於大井競馬場舉行。
- 2月11日 - 2011年獵豹錦標冠軍「Boreas」退役[18]。
- 2月12日 - 2012年產經大阪盃冠軍「湘南聲威」及2014年妖精錦標「Omega Heart Rock」退役[19][20]。
- 2月14日 - 騎師和田龍二出戰京都競馬場第5場賽事，達成第14000場出賽，亦為第15人達成此數字的騎師[21]。
- 2月17日 - 2011年全日本兩歲優駿冠軍「Obruchev」退役[22]。
- 2月20日 - 騎師岩田康誠出戰京都競馬場第1場次賽，達成第10000出賽，亦為第30位達成此數字的騎師，更為首位達成此數字的地方出身騎師[23]。
- 2月25日 - 大井競馬場第11場賽事中，第十四人氣的賽駒跑獲冠軍，「獨贏」的391.2倍賠率打破大井記錄。
- 2月28日 - 上年度根岸錦標冠軍「Air Khalifa」退役[24]。
- 2月29日 - 4名練馬師武田博、橋口弘次郎、松田博資及原孝明退休。同日，帶廣競馬場因大雪取消賽事。
- 3月1日 - 場外投注所「J-PLACE中標津」因為暴風雪暫停營業。
- 3月4日 - 2013年女皇賞冠軍「Acti Beauty」退役[25]。
- 3月5日 - 由資訊科技企業多玩國主辦的賽事預想演算法大賽春季電腦賞舉行。
- 3月6日 - 「唯一震撼」勝出中山競馬場第8場賽事，「大震撼」子嗣達成第1100場頭馬，亦為第11匹達成此成就的種馬，更為最快的達成者[26]。同日，佐賀競馬場第6場賽事中，騎師岩永千明墮馬受傷，之後的座騎需要易配，而其本人亦未能出戰3月12日舉行的女騎師及見習騎師賽。
- 3月11日 - 兩勝分級賽的「歌爾達」退役[27]。
- 3月16日 - 上年度府中牝馬錦標冠軍「Nobori Diana」退役[28]。
- 3月17日 - 上年度京都跳欄錦標冠軍「Dantsu Mutant」退役[29]。
- 3月23日 - 2014年花仙錦標冠軍「Sang Real」退役[30]。
- 3月25日 - 兩勝跳欄分級賽的「Meisho Bushido」退役[31]。
- 3月26日 - 杜拜世界盃賽馬日於阿聯酋美丹馬場舉行，出戰杜拜金盃的「Neo Black Dia」取得第八、出戰阿聯酋打吡的「天上樂園」、「日新月異」及「冰凍特飲」分別跑獲冠軍、季軍及第五，出戰阿喬斯短途錦標的「黃鶯出谷」跑獲第十二，出戰杜拜草地大賽的「不撓真鋼」取得冠軍，出戰杜拜司馬經典賽的「大鳴大放」、「最後震撼」及「天下唯一」分別取得亞軍、季軍及第五，出戰杜拜世界盃的「北港火山」取得第九。
- 3月30日 - 騎師的場文男策騎「汽車部件」勝出皇冠盃，以59歲6個月23日之齡刷新由自身保持的地方分級賽最年長騎師記錄。
- 3月31日 - 騎師高野毅及持原大志掛鞭，高野將會成為練馬師，4名練馬師吉田昭、中村護、小森勝政及伊藤隆志退役。

### 4月-6月
- 4月1日 - 2013年京王盃兩歲錦標冠軍「Karada Legend」轉籍地方[32]。
- 4月6日 - 兩勝分級賽的「大和佳駿」轉籍地方。
- 4月8日 - 目前於澳洲進行遠征的「東瀛明星」將轉籍澳洲韋爾和馬房，同時因流鼻血避戰女皇伊利沙伯錦標[33]。
- 4月10日 - 阪神競馬場第3場賽事中，由新人騎師荻野極策騎的第十五人氣賽駒取得冠軍，「獨贏」的433.9倍賠率打破新人騎師座騎記錄[34]。
- 4月17日 - 金澤競馬場因強風推遲賽事至4月18日舉行。同日，騎師北澤伸也出戰福島競馬場第4場賽事，達成第1000場跳欄賽出賽，亦為第11位達成此數字的騎師[35]。
- 4月20日 - 上年度櫻花賞亞軍「Culminar」因肌腱炎退役。
- 4月23日 - 「Radical」勝出京都競馬場第12場賽事，「百仁時間」子嗣達成第1700場頭馬，亦為第3匹達成此成就的種馬[36]。同日，帶廣競馬場第6場賽事出現爆冷，「三重彩」的2556.9倍賠率打破輓曳賽事的記錄。
- 4月24日 - 練馬師和田正道派出賽駒出戰福島競馬場第9場賽事，達成第10000場出賽，亦為第5位達成此數字的練馬師。
- 4月26日 - 金澤競馬場第5場賽事出現爆冷，「二重彩」的12538.5倍賠率打破金澤記錄。
- 4月27日 - 2012年東京大賞典冠軍「古國傳說」及兩勝分級賽的「Mithra」退役[37][38]。
- 5月1日 - 練馬師山田雄退役。同日，冠軍一哩賽於香港沙田馬場舉行，出戰的「滿樂時」取得冠軍。
- 5月6日 - 騎師八木直一掛鞭。
- 5月7日 - 2013年子犬座錦標冠軍「Admire Royal」轉籍地方[39]。
- 5月11日 - 兩勝分級賽的「Yule Singing」因籽骨韌帶炎及左前腳遠端剝離性骨折而退役[40][41]。
- 5月13日 - 上年度東京跳欄錦標冠軍「Meisho Yodo」退役[42]。
- 5月18日 - 騎師的場文男策騎「獅子座」勝出大井紀念，以59歲8個月11日之齡刷新由自身保持的地方競馬分級賽勝利騎師最年長記錄[43]。
- 5月19日 - 2013年共同通信盃冠軍「榮耀之光」退役[44]。
- 5月24日 - 伊斯巴翰錦標於法國隆尚馬場舉行，出戰的「榮進之光」取得冠軍。
- 5月25日 - 上年度京成盃秋季讓賽冠軍「宗教畫藝」及2013年中日新聞盃冠軍「Satono Apollo」退役[45][46]。同日，蒙特勒圖錦標於法國邁松拉菲特馬場舉行，出戰的「榮進大帥」取得冠軍。
- 5月26日 - 日本時間晚上10時30分左右，位於群馬縣伊勢崎市的境共同訓練中心發生火災，1匹隸屬川崎競馬場的賽駒死亡[47]。
- 5月27日 - 2011年獵鷹錦標冠軍「喜利靈犬」退役[48]。
- 6月2日 - 連霸京都跳欄賽的「Rule Prosper」和2011年朝日盃未來錦標冠軍「Alfredo」退役[49][50]。
- 6月8日 - 連霸中京紀念的「復仇神劍」退役[51]。
- 6月9日 - 上年度小倉大賞典冠軍「東循環線」退役[52]。同日，騎師藤田玄己掛鞭。
- 6月11日 - 「Western l'Amour」勝出阪神競馬場第8場賽事，「大洋船」子嗣達成第1100場頭馬，亦為第12匹達成此成就的種馬[53]。
- 6月18日 - 「Hayabusa Pri Pri」勝出函館競馬場第1場賽事，「夏威夷王」子嗣達成第1400場頭馬，亦為第6匹達成此成就的種馬[54]。同日，函館競馬場第8場賽事中，第十三及十四人氣的賽駒分別跑獲冠軍及季軍，「位置Q」的668.2倍賠率打破函館記錄[55]。另外，2014年北海道短途盃冠軍「Admire Sagace」轉籍地方[56]。
- 6月29日 - 上年度皋月賞及東京優駿（日本打吡）冠軍「大鳴大放」因多條韌帶及肌腱損傷造成失去比賽能力而退役[57][58]。同日，門別競馬場因濃霧取消第9場及之後的賽事。

### 7月-9月
- 7月1日 - 2010年青葉賞冠軍「飛毛駒」及2012年阿根廷共和國盃冠軍「利祿殊」退役[59][60]。
- 7月7日 - 三勝三級賽的「Bounce Shasse」退役[61]。
- 7月9日 - 騎師幸英明出戰中京競馬場第9場賽事，達成第17000場出賽，亦為第8位達成此數字的騎師，更為最快及最年輕的達成者[62]。
- 7月12日 - 七勝東海一級賽的「Saimon Road」退役。
- 7月13日 - 2013年橢圓短途錦標冠軍「Saint Memory」退役。
- 7月14日 - 三勝分級賽的「中山騎士」及2014年夏季短途錦標冠軍「正孝迅雷」退役[63][64]。
- 7月16日 - 2012年京都大賞典冠軍「名將關白」退役[65]。
- 7月21日 - 船橋競馬場第2場賽事中，其中1匹賽駒於開閘前自行撞開閘門衝出，最終需要重新入閘[66]。
- 7月28日 - 場外投注所「Aiba浦河」因暴雨暫停營業。同日，練馬師武井榮一退役。
- 7月29日 - 三勝分級賽的「Solitary King」退役[67][68]。
- 7月31日 - 5名騎師花本正三、湯前良人、安部幸夫、平原透雄及西山裕貴掛鞭，平原將會成為副練馬師，其餘4人則成為練馬師，練馬師安部弘一退役[69]。
- 8月1日 - 以626場頭馬保持女騎師記錄的宮下瞳在2011年掛鞭後，於本年度再度取得牌照，將於8月17日復出出賽[70]。
- 8月3日 - 門別競馬場因濃霧影響而取消第10場及之後的賽事。同日，騎師的場文男策騎「Realize Lynx」勝出聖雅尼塔盃，以59歲10個月27日之齡刷新由自身保持的地方競馬分級賽勝利騎師最年長記錄。
- 8月7日 - 新潟競馬場第二場賽事出現爆冷，「二重彩」的5002.4倍賠率打破新潟記錄[71]。
- 8月14日 - 「Affilato」勝出小倉競馬場第6場賽事，「大震撼」子嗣達成第1200場頭馬，亦為第10匹達成此成就的種馬，更為最快的達成者[72]。
- 8月16日 - 金澤競馬場因為天氣惡劣取消第8及9場賽事。
- 8月17日 - 門別競馬場因強風取消第9場及之後的賽事。同日，場外投注所「Aiba釧路」因停電暫停營業。
- 8月18日 - 三勝分級賽的「白山明月」及2014年女皇盃冠軍「Forevermore」退役[73][74]。
- 8月20日 - 騎師宮川實出戰高知競馬場第2場賽事，達成第10000場地方賽事出賽。
- 8月21日 - 本日之「WIN5」一注獨中，4億2012萬7890日圓的派彩打破記錄[75]。
- 8月27日 - 騎師福永祐一出戰新潟競馬場第3場賽事，達成第15000場出賽，亦為第10位達成此數字的騎師[76]。
- 8月28日 - 來日客串的騎師莫雷拉勝出札幌競馬場第9場賽事，以出賽機會7連勝追平武豐的記錄[77]。
- 8月30日 - 岩手競馬組合旗下的場外投注所因強颱風獅子山迫近而暫停營業。
- 8月31日- 2013年阪神兩歲牝馬錦標冠軍「夢幻舞台」退役[78]。同日，場外投注所「Teketruck宮古」因強颱風獅子山造成的水浸而暫停營業。
- 9月3日 - 日本中央競馬會因強颱風南川接近而取消小倉競馬場晚間早盤投注。同日，騎師熊澤重文出戰小倉競馬場第1場賽事，達成第1300場跳欄賽出賽，亦為第2位達成此數字的騎師[79]。
- 9月4日 - 騎師武豐出戰小倉競馬場第1場賽事，達成第20000場出賽，亦為首位達成此數字的騎師。同日，騎師橫山典弘策騎「A Day in the Life」勝出新潟紀念，於中央10個競馬場均勝出過分級賽，亦為第4為達成此成就的騎師。
- 9月8日 - 2013年妖精錦標冠軍「Crown Rose」及兩勝分級賽的「A Shin Whity」退役[80][81]。
- 9月11日 - 韓國國際賽事於韓國首爾馬場舉行，出戰韓國短途錦標的「果釀醇酒」及「百萬伏特」分別取得季軍及第五，出戰韓國盃的「翠綠晶石」及「栗子星」分別取得冠軍及亞軍。同日，尼爾錦標於法國隆尚馬場舉行，出戰的「豐收節」取得冠軍。
- 9月12日 - 「貴婦人」獲選為殿堂馬，橋口弘次郎獲選為殿堂練馬師。
- 9月14日 - 應屆人魚錦標冠軍「Lilavati」退役[82]。
- 9月16日 - 2013年三月錦標冠僅「大都會」退役[83]。
- 9月17日 - 騎師高田潤策騎「Nihonpiro Baron」勝出阪神跳欄錦標，成為日本首位連續7年於同一分級賽跑入頭二的騎師。
- 9月20日 - 高知競馬場旗下場外投注所因強颱風馬勒卡迫近而暫停營業[84]。
- 9月21日 - 2014年夢幻錦標冠軍「Cool Hotarubi」退役[85]。

### 10月-12月
- 10月5日 - 兩勝三級賽的「Kokorono Ai」退役[86]。
- 10月6日 - 四勝分級賽的「黃鶯出谷」退役[87]。
- 10月8日 - 盛岡競馬場因濃霧取消寒露特別 。
- 10月13日 - 上年度朝日盃未來錦標冠軍「醋丈夫」因肌腱斷裂退役[88]。
- 10月14日 - 2014年青葉賞冠軍「湘南湖畔」退役[89]。
- 10月15日 - 「醒目快駒」勝出新潟競馬場第4場賽事，以11歲之齡中央賽事勝馬最高齡記錄[90]。
- 10月18日 - 優駿之里安平町雪人特別出現爆冷，「位置Q」的1030.2倍及「三重彩」的59777.6倍賠率均打破北海道競馬記錄。
- 10月20日 - 練馬師日吉正和提前退休[91]
- 10月21日 - 練馬師杉山晴紀提前開倉。
- 10月27日 - 2014年日經電台賞冠軍「Win Malerei」退役[92]。
- 10月29日 - 騎師鈴木慶太勝出新潟競馬場第4場賽事，為其時隔6年3個月12日的勝利，此時間間隔亦打破中央賽事記錄[93]。同日，兩勝分級賽的「Air Saumur」退役[94]。
- 11月2日 - 2014年秋華賞及上年度日本盃冠軍「湘南魔瓶」退役[95]。
- 11月3日 - 川崎競馬場全日的48億7402萬2850日圓投注額打破地方競馬記錄[96]。
- 11月4日 - 2012年北九洲紀念冠軍「杉野奮進」退役[97]。
- 11月5日 - 帶廣競馬場因大雪取消賽事。同日，騎師四位洋文出戰京都競馬場第6場賽事，達成第13000場出賽，亦為第17位達成此數字的騎師[98]。
- 11月6日 - 騎師李慕華勝出東京競馬場第10場賽事，以出賽機會10連續跑入頭二打破記錄，同時亦以同日8勝追平武豐的記錄[99][100]。
- 11月9日 - 練馬師高橋司退役。
- 11月13日 - 連霸維多利亞一哩賽及上年度短途馬錦標冠軍「真誠少女」退役[101]。
- 11月16日 - 兩勝三級賽的「Makoto Brillar」退役。
- 11月17日 - 應屆優駿牝馬（日本橡樹大賽）冠軍「錫蘭寶石」因肌腱炎退役[102][103]。
- 11月20日 - 騎師五十嵐雄祐出戰福島競馬場第5場賽事，達成年間第100場跳欄賽出賽，亦為最年長的達成者[104]。
- 11月22日 - 騎師武豐策騎「渾身勇氣」勝出浦和紀念，達成第100場地方泥地分級賽頭馬[105]。同日，2011年北海道短途盃冠軍「Maruka Fleet」退役[106]。
- 11月24日 - 紅地氈讓賽於美國德爾馬馬場舉行，出戰的「新紀錄」取得冠軍。
- 11月25日 - 應屆京都金盃冠軍「Win Primera」、2014年一哩冠軍賽冠軍「碧海銀鯊」、2015年京阪盃冠軍「蓋世俠盜」及應屆日本育馬場盃短途賽冠軍「Danon Legend」退役[107][108][109][110]。
- 11月27日 - 騎師尾瀨馨掛鞭。
- 11月30日 - 大井競馬場第7場賽事出現爆冷，「位置Q」大的899.6倍賠率打破大井記錄。
- 12月3日 - 兩勝跳欄二級賽的「Sanacion」退役[111]。
- 12月7日 - 2013年雪絨花賞冠軍「Fukuno Dream」退役[112]。
- 12月8日 - 日本中央競馬會公佈練馬師複試的結果，共有7位練馬師合格，當中包括騎師武幸四郎及田中博康[113][114]。
- 12月9日 - 2013年朝日盃未來錦標冠軍「Asia Express」[115]。
- 12月10日 - 十勝一級賽的「北港火山」及三勝分級賽的「欣喜之淚」退役[116][117]。
- 12月11日 - 香港國際賽事於香港沙田馬場舉行，出戰香港瓶的「里見皇冠」、「新紀錄」及「醒目層次」分別取得冠軍、殿軍及第五，出戰香港短途錦標的「大仁大勇」及「彎刀赤駿」分別取得第十及第十二，出戰香港一哩錦標的「標誌名駒」、「神燈光照」及「新寫實派」分別取得第五、第七及第九，出戰香港盃的「滿樂時」、「善得福」、「朗日清天」、「皇后寶戒」及「榮進之光」分別取得冠軍、季軍、殿軍、第九及第十。
- 12月17日 - 水澤競馬場因大雪取消賽事。
- 12月23日 - 上年度阪神牝馬錦標冠軍「Cafe Brilliant」退役[118]。同日，騎師小牧太出戰六甲人工島錦標，達成第10000場賽事，亦為第31位達成此數字的騎師，更為第2位達成此數字的地方出生騎師[119]。另外，場外投注所「Aiba中標津」因惡劣天氣暫停營業。
- 12月24日 - 帶廣競馬場本日之「七寶」僅得兩注押中，1588萬3590日圓的派彩打破記錄。
- 12月26日 - 愛知縣競馬組合宣佈將目前位於愛知縣名古屋市港區的名古屋競馬場搬遷至愛知縣彌富市的彌富訓練中心舊址。
- 12月27日 - 練馬師寺田茂及藤木一男退役。
- 12月29日 - 東京大賞典投注額為37億3268萬5200日圓，打破地方競馬單場賽事投注額記錄，而大井競馬場全日的61億3269萬3590日圓投注額亦打破地方競馬記錄[120]。

## 各賽事結果

### 中央競馬・平地一級賽
| 賽事名                         | 賽事名                         | 賽事名                         | 優勝馬       | 性齡 | 騎師                      | 練馬師                    | 所屬    |
| 月日                           | 馬場                           | 距離                           | 優勝馬       | 性齡 | 馬主                      | 馬主                      | 時間    |
| ------------------------------ | ------------------------------ | ------------------------------ | ------------ | ---- | ------------------------- | ------------------------- | ------- |
| 第33回二月錦標                 | 第33回二月錦標                 | 第33回二月錦標                 | 爵士藍調     | 雄4  | 杜滿萊                    | 石坂正                    | JRA栗東 |
| 2月21日                        | 東京競馬場                     | 泥1600米                       | 爵士藍調     | 雄4  | 馬場幸夫                  | 馬場幸夫                  | 1:34.0  |
| 第46回高松宮紀念               | 第46回高松宮紀念               | 第46回高松宮紀念               | 大仁大勇     | 雄5  | 福永祐一                  | 藤岡健一                  | JRA栗東 |
| 3月27日                        | 中京競馬場                     | 草1200米                       | 大仁大勇     | 雄5  | 中辻明                    | 中辻明                    | 1:06.7  |
| 第76回櫻花賞                   | 第76回櫻花賞                   | 第76回櫻花賞                   | Jeweler      | 雌3  | 杜滿萊                    | 藤岡健一                  | JRA栗東 |
| 4月10日                        | 阪神競馬場                     | 草1600米                       | Jeweler      | 雌3  | 青山洋一                  | 青山洋一                  | 1:33.4  |
| 第76回皋月賞                   | 第76回皋月賞                   | 第76回皋月賞                   | 氣概凜然     | 雄3  | 蛯名正義                  | 二之宮敬宇                | JRA美浦 |
| 4月17日                        | 中山競馬場                     | 草2000米                       | 氣概凜然     | 雄3  | 嶋田賢                    | 嶋田賢                    | 1:57.9  |
| 第153回春季天皇賞              | 第153回春季天皇賞              | 第153回春季天皇賞              | 北部玄駒     | 雄4  | 武豐                      | 清水久詞                  | JRA栗東 |
| 5月1日                         | 京都競馬場                     | 草3200米                       | 北部玄駒     | 雄4  | 大野商事                  | 大野商事                  | 3:15.3  |
| 第21回NHK一哩賽                | 第21回NHK一哩賽                | 第21回NHK一哩賽                | Major Emblem | 雌3  | 李慕華                    | 田村康仁                  | JRA美浦 |
| 5月8日                         | 東京競馬場                     | 草1600米                       | Major Emblem | 雌3  | Sunda Racing Co Ltd       | Sunda Racing Co Ltd       | 1:32.8  |
| 第11回維多利亞一哩賽           | 第11回維多利亞一哩賽           | 第11回維多利亞一哩賽           | 真誠少女     | 牝7  | 戶崎圭太                  | 藤原英昭                  | JRA栗東 |
| 5月15日                        | 東京競馬場                     | 草1600米                       | 真誠少女     | 牝7  | 廣崎利洋控股              | 廣崎利洋控股              | 1:31.5  |
| 第77回優駿牝馬（日本橡樹大賽） | 第77回優駿牝馬（日本橡樹大賽） | 第77回優駿牝馬（日本橡樹大賽） | 錫蘭寶石     | 雌3  | 池添謙一                  | 石坂正                    | JRA栗東 |
| 5月22日                        | 東京競馬場                     | 草2400米                       | 錫蘭寶石     | 雌3  | Carrot Farm Co Lyd        | Carrot Farm Co Lyd        | 2:25.0  |
| 第83回東京優駿（日本打吡）     | 第83回東京優駿（日本打吡）     | 第83回東京優駿（日本打吡）     | 豐收節       | 雄3  | 川田將雅                  | 友道康夫                  | JRA栗東 |
| 5月29日                        | 東京競馬場                     | 草2400米                       | 豐收節       | 雄3  | 金子真人控股              | 金子真人控股              | 2:24.0  |
| 第66回安田紀念                 | 第66回安田紀念                 | 第66回安田紀念                 | 標誌名駒     | 雄6  | 田邊裕信                  | 田中剛                    | JRA美浦 |
| 6月5日                         | 東京競馬場                     | 草1600米                       | 標誌名駒     | 雄6  | 吉田照哉                  | 吉田照哉                  | 1:33.0  |
| 第57回寶塚紀念                 | 第57回寶塚紀念                 | 第57回寶塚紀念                 | 勝之石       | 雌5  | 蛯名正義                  | 久保田貴士                | JRA美浦 |
| 6月26日                        | 阪神競馬場                     | 草2200米                       | 勝之石       | 雌5  | Carrot Farm Co Ltd        | Carrot Farm Co Ltd        | 2:12.8  |
| 第50回短途馬錦標               | 第50回短途馬錦標               | 第50回短途馬錦標               | 彎刀赤駿     | 雄5  | 杜滿萊                    | 尾關知人                  | JRA美浦 |
| 10月2日                        | 中山競馬場                     | 草1200米                       | 彎刀赤駿     | 雄5  | Tokyo Horse Racing Co Ltd | Tokyo Horse Racing Co Ltd | 1:07.6  |
| 第21回秋華賞                   | 第21回秋華賞                   | 第21回秋華賞                   | 強擊         | 雌3  | 福永祐一                  | 友道康夫                  | JRA栗東 |
| 10月16日                       | 京都競馬場                     | 草2000米                       | 強擊         | 雌3  | 佐佐木主浩                | 佐佐木主浩                | 1:58.6  |
| 第77回菊花賞                   | 第77回菊花賞                   | 第77回菊花賞                   | 里見光鑽     | 雄3  | 李慕華                    | 池江泰壽                  | JRA栗東 |
| 10月23日                       | 京都競馬場                     | 草3000米                       | 里見光鑽     | 雄3  | 里見治                    | 里見治                    | 3:03.3  |
| 第154回秋季天皇賞              | 第154回秋季天皇賞              | 第154回秋季天皇賞              | 滿樂時       | 雄5  | 莫雅                      | 堀宣行                    | JRA美浦 |
| 10月30日                       | 東京競馬場                     | 草2000米                       | 滿樂時       | 雄5  | 吉田和美                  | 吉田和美                  | 1:59.3  |
| 第41回女皇伊利沙伯二世盃       | 第41回女皇伊利沙伯二世盃       | 第41回女皇伊利沙伯二世盃       | 皇后寶戒     | 牝4  | 杜滿萊                    | 吉村圭司                  | JRA栗東 |
| 11月13日                       | 京都競馬場                     | 草2200米                       | 皇后寶戒     | 牝4  | 吉田千津                  | 吉田千津                  | 2:12.9  |
| 第33回一哩冠軍賽               | 第33回一哩冠軍賽               | 第33回一哩冠軍賽               | 覓奇島       | 雄5  | 濱中俊                    | 音無秀孝                  | JRA栗東 |
| 11月20日                       | 京都競馬場                     | 草1600米                       | 覓奇島       | 雄5  | 野田美月                  | 野田美月                  | 1:33.1  |
| 第36回日本盃                   | 第36回日本盃                   | 第36回日本盃                   | 北部玄駒     | 雄4  | 武豐                      | 清水久詞                  | JRA栗東 |
| 11月27日                       | 東京競馬場                     | 草2400米                       | 北部玄駒     | 雄4  | 大野商事                  | 大野商事                  | 2:25.8  |
| 第17回日本冠軍盃               | 第17回日本冠軍盃               | 第17回日本冠軍盃               | 聽來真       | 閹6  | 大野拓彌                  | 高木登                    | JRA美浦 |
| 12月4日                        | 中京競馬場                     | 泥1800米                       | 聽來真       | 閹6  | 山田弘                    | 山田弘                    | 1:50.1  |
| 第68回阪神兩歲牝馬錦標         | 第68回阪神兩歲牝馬錦標         | 第68回阪神兩歲牝馬錦標         | 觸動心弦     | 雌2  | 李慕華                    | 藤澤和雄                  | JRA美浦 |
| 12月11日                       | 阪神競馬場                     | 草1600米                       | 觸動心弦     | 雌2  | Shadai Race Horse Co Ltd  | Shadai Race Horse Co Ltd  | 1:34.0  |
| 第68回朝日盃未來錦標           | 第68回朝日盃未來錦標           | 第68回朝日盃未來錦標           | 里見武神     | 雄2  | 四位洋文                  | 藤澤和雄                  | JRA美浦 |
| 12月18日                       | 阪神競馬場                     | 草1600米                       | 里見武神     | 雄2  | 里見治                    | 里見治                    | 1:35.4  |
| 第61回有馬紀念                 | 第61回有馬紀念                 | 第61回有馬紀念                 | 里見光鑽     | 雄3  | 李慕華                    | 池江泰壽                  | JRA栗東 |
| 12月25日                       | 中山競馬場                     | 草2500米                       | 里見光鑽     | 雄3  | 里見治                    | 里見治                    | 2:32.6  |

### 中央競馬・跳欄一級賽
| 賽事名             | 賽事名             | 賽事名             | 優勝馬   | 性齡 | 騎師          | 練馬師        | 所屬    |
| 月日               | 馬場               | 距離               | 優勝馬   | 性齡 | 馬主          | 馬主          | 時間    |
| ------------------ | ------------------ | ------------------ | -------- | ---- | ------------- | ------------- | ------- |
| 第18回中山跳欄大賽 | 第18回中山跳欄大賽 | 第18回中山跳欄大賽 | 長山之馬 | 雄5  | 石神深一      | 和田正一郎    | JRA美浦 |
| 4月16日            | 中山競馬場         | 障4250米           | 長山之馬 | 雄5  | Chosan Co Ltd | Chosan Co Ltd | 4:49.4  |
| 第139回中山大障礙  | 第139回中山大障礙  | 第139回中山大障礙  | 長山之馬 | 雄5  | 石神深一      | 和田正一郎    | JRA美浦 |
| 12月23日           | 中山競馬場         | 障4100米           | 長山之馬 | 雄5  | Chosan Co Ltd | Chosan Co Ltd | 4:45.6  |

### 地方競馬・一級賽
| 賽事名                      | 賽事名                      | 賽事名                      | 優勝馬       | 性齡 | 騎師                            | 練馬師                          | 所屬    |
| 月日                        | 馬場                        | 距離                        | 優勝馬       | 性齡 | 馬主                            | 馬主                            | 時間    |
| --------------------------- | --------------------------- | --------------------------- | ------------ | ---- | ------------------------------- | ------------------------------- | ------- |
| 第65回川崎紀念              | 第65回川崎紀念              | 第65回川崎紀念              | 北港火山     | 雄7  | 幸英明                          | 西浦勝一                        | JRA栗東 |
| 1月27日                     | 川崎競馬場                  | 泥2100米                    | 北港火山     | 雄7  | 矢部道晃                        | 矢部道晃                        | 2:14.1  |
| 第28回柏市紀念              | 第28回柏市紀念              | 第28回柏市紀念              | 小林歷奇     | 雄6  | 武豐                            | 村山明                          | JRA栗東 |
| 5月5日                      | 船橋競馬場                  | 泥1600米                    | 小林歷奇     | 雄6  | 小林祥晃                        | 小林祥晃                        | 1:39.2  |
| 第39回帝王賞                | 第39回帝王賞                | 第39回帝王賞                | 小林歷奇     | 雄6  | 武豐                            | 村山明                          | JRA栗東 |
| 6月29日                     | 大井競馬場                  | 泥2000米                    | 小林歷奇     | 雄6  | 小林祥晃                        | 小林祥晃                        | 2:03.5  |
| 第18回日本泥地打吡          | 第18回日本泥地打吡          | 第18回日本泥地打吡          | Kyoei Gere   | 雄3  | 戶崎圭太                        | 矢作芳人                        | JRA栗東 |
| 7月13日                     | 大井競馬場                  | 泥2000米                    | Kyoei Gere   | 雄3  | 田中晴夫                        | 田中晴夫                        | 2:05.7  |
| 第29回一哩冠軍南部盃        | 第29回一哩冠軍南部盃        | 第29回一哩冠軍南部盃        | 小林歷奇     | 雄6  | 田邊裕信                        | 村山明                          | JRA栗東 |
| 10月10日                    | 盛岡競馬場                  | 泥1600米                    | 小林歷奇     | 雄6  | 小林祥晃                        | 小林祥晃                        | 1:33.5  |
| 第6回日本育馬場盃雌馬經典賽 | 第6回日本育馬場盃雌馬經典賽 | 第6回日本育馬場盃雌馬經典賽 | White Fugue  | 雌4  | 蛯名正義                        | 高木登                          | JRA美浦 |
| 11月3日                     | 川崎競馬場                  | 泥1600米                    | White Fugue  | 雌4  | 西森鶴                          | 西森鶴                          | 1:41.3  |
| 第16回日本育馬場盃短途賽    | 第16回日本育馬場盃短途賽    | 第16回日本育馬場盃短途賽    | Danon Legend | 雄6  | 杜滿萊                          | 村山明                          | JRA栗東 |
| 11月3日                     | 川崎競馬場                  | 泥1400米                    | Danon Legend | 雄6  | Danox Co Ltd                    | Danox Co Ltd                    | 1:27.2  |
| 第16回日本育馬場盃經典賽    | 第16回日本育馬場盃經典賽    | 第16回日本育馬場盃經典賽    | 得獎者       | 雄6  | 武豐                            | 松永幹夫                        | JRA栗東 |
| 11月3日                     | 川崎競馬場                  | 泥2100米                    | 得獎者       | 雄6  | 前田幸治                        | 前田幸治                        | 2:15.3  |
| 第67回全日本兩歲優駿        | 第67回全日本兩歲優駿        | 第67回全日本兩歲優駿        | 盈寶理惠     | 牝2  | 吉田隼人                        | 武井亮                          | JRA美浦 |
| 12月14日                    | 川崎競馬場                  | 泥1600米                    | 盈寶理惠     | 牝2  | 了德寺健二                      | 了德寺健二                      | 1:42.8  |
| 第62回東京大賞典            | 第62回東京大賞典            | 第62回東京大賞典            | 天照肯州     | 雄4  | 内田博幸                        | 山内研二                        | JRA栗東 |
| 12月29日                    | 大井競馬場                  | 泥2000米                    | 天照肯州     | 雄4  | Apollo Thoroughbred Club Co Ltd | Apollo Thoroughbred Club Co Ltd | 2:05.8  |

### 輓馬・一級賽
| 賽事名             | 賽事名             | 賽事名             | 優勝馬          | 性齡 | 騎師           | 練馬師         | 所屬   |
| 月日               | 馬場               | 距離               | 優勝馬          | 性齡 | 馬主           | 馬主           | 時間   |
| ------------------ | ------------------ | ------------------ | --------------- | ---- | -------------- | -------------- | ------ |
| 第38回帶廣紀念     | 第38回帶廣紀念     | 第38回帶廣紀念     | Oreno Kokoro    | 雄6  | 鈴木惠介       | 槻館重人       | 帶廣   |
| 1月2日             | 帶廣競馬場         | 輓200米            | Oreno Kokoro    | 雄6  | 大森勝廣       | 大森勝廣       | 2:46.3 |
| 第9回天馬賞        | 第9回天馬賞        | 第9回天馬賞        | Kisara Kiku     | 雌5  | 鈴木恵介       | 金田勇         | 帶廣   |
| 1月3日             | 帯廣競馬場         | 輓200米            | Kisara Kiku     | 雌5  | 青山修         | 青山修         | 2:01.4 |
| 第47回Irene紀念    | 第47回Irene紀念    | 第47回Irene紀念    | Fujin Raiden    | 雄3  | 安部憲二       | 岩本利春       | 帶廣   |
| 3月6日             | 帯廣競馬場         | 輓200米            | Fujin Raiden    | 雄3  | 田中猛         | 田中猛         | 2:02.6 |
| 第48回輓馬紀念     | 第48回輓馬紀念     | 第48回輓馬紀念     | Fujidai Victory | 雄8  | 松田道明       | 金山明彦       | 帶廣   |
| 3月20日            | 帶廣競馬場         | 輓200米            | Fujidai Victory | 雄8  | （株）三上建設 | （株）三上建設 | 3:41.5 |
| 第28回輓馬大獎賽   | 第28回輓馬大獎賽   | 第28回輓馬大獎賽   | Oreno Kokoro    | 雄6  | 鈴木惠介       | 槻館重人       | 帶廣   |
| 8月14日            | 帶廣競馬場         | 輓200米            | Oreno Kokoro    | 雄6  | 大森勝廣       | 大森勝廣       | 2:14.4 |
| 第41回輓馬橡樹大賽 | 第41回輓馬橡樹大賽 | 第41回輓馬橡樹大賽 | Hokuno Hoshi    | 雌3  | 村上章         | 村上慎一       | 帶廣   |
| 12月4日            | 帶廣競馬場         | 輓200米            | Hokuno Hoshi    | 雌3  | 大熊金八       | 大熊金八       | 2:15.8 |
| 第45回輓馬打吡     | 第45回輓馬打吡     | 第45回輓馬打吡     | Marumi Gokai    | 雄3  | 藤本匠         | 槻館重人       | 帶廣   |
| 12月25日           | 帶廣競馬場         | 輓200米            | Marumi Gokai    | 雄3  | 宮本康弘       | 宮本康弘       | 1:49.9 |

### 海外賽事勝利
| 賽事名              | 賽事名              | 賽事名              | 賽事名              | 優勝馬   | 性齡 | 騎師                 | 練馬師               | 所屬    |
| 月日                | 國家/地區           | 馬場                | 距離                | 優勝馬   | 性齡 | 馬主                 | 馬主                 | 時間    |
| ------------------- | ------------------- | ------------------- | ------------------- | -------- | ---- | -------------------- | -------------------- | ------- |
| 第17屆阿聯酋打吡    | 第17屆阿聯酋打吡    | 第17屆阿聯酋打吡    | 第17屆阿聯酋打吡    | 天上樂園 | 雄3  | 武豐                 | 松永幹夫             | JRA栗東 |
| 3月26日             | 阿聯酋              | 美丹馬場            | 泥1900米            | 天上樂園 | 雄3  | 前田葉子             | 前田葉子             | 1:58.41 |
| 第21屆杜拜草地大賽  | 第21屆杜拜草地大賽  | 第21屆杜拜草地大賽  | 第21屆杜拜草地大賽  | 不撓真鋼 | 雄4  | 莫雅                 | 矢作芳人             | JRA栗東 |
| 3月26日             | 阿聯酋              | 美丹馬場            | 草1800米            | 不撓真鋼 | 雄4  | Sunday Racing Co Ltd | Sunday Racing Co Ltd | 1:47.1  |
| 第16屆冠軍一哩賽    | 第16屆冠軍一哩賽    | 第16屆冠軍一哩賽    | 第16屆冠軍一哩賽    | 滿樂時   | 雄5  | 莫雷拉               | 堀宣行               | JRA美浦 |
| 5月1日              | 香港                | 沙田馬場            | 草1600米            | 滿樂時   | 雄5  | 吉田和美             | 吉田和美             | 1.34.08 |
| 第139屆伊斯巴翰錦標 | 第139屆伊斯巴翰錦標 | 第139屆伊斯巴翰錦標 | 第139屆伊斯巴翰錦標 | 榮進之光 | 雄5  | 武豐                 | 坂口正則             | JRA栗東 |
| 5月24日             | 法國                | 隆尚馬場            | 草1850米            | 榮進之光 | 雄5  | 榮進堂               | 榮進堂               | 1:53.29 |
| 第7屆蒙特勒圖錦標   | 第7屆蒙特勒圖錦標   | 第7屆蒙特勒圖錦標   | 第7屆蒙特勒圖錦標   | 榮進大帥 | 雄5  | 杜滿樂               | 中尾秀正             | JRA栗東 |
| 5月25日             | 法國                | 邁松拉菲特馬場      | 草1600米            | 榮進大帥 | 雄5  | 榮進堂               | 榮進堂               | 1:42.97 |
| 第1屆韓國盃         | 第1屆韓國盃         | 第1屆韓國盃         | 第1屆韓國盃         | 翠綠晶石 | 雄6  | 藤井勘一郎           | 音無秀孝             | JRA栗東 |
| 9月11日             | 南韓                | 首爾馬場            | 泥1800米            | 翠綠晶石 | 雄6  | Carrot Farm Co Ltd   | Carrot Farm Co Ltd   | 1:52.3  |
| 第65屆尼爾錦標      | 第65屆尼爾錦標      | 第65屆尼爾錦標      | 第65屆尼爾錦標      | 豐收節   | 雄3  | 李慕華               | 友道康夫             | JRA栗東 |
| 9月11日             | 法國                | 隆尚馬場            | 草2400米            | 豐收節   | 雄3  | 金子真人控股         | 金子真人控股         | 2:35.84 |
| 第48屆紅地氈讓賽    | 第48屆紅地氈讓賽    | 第48屆紅地氈讓賽    | 第48屆紅地氈讓賽    | 新紀錄   | 雌5  | 岩田康誠             | 齋藤誠               | JRA美浦 |
| 11月24日            | 美國                | 德爾馬馬場          | 草2200米            | 新紀錄   | 雌5  | 原禮子               | 原禮子               | 2:15.56 |
| 第23屆香港瓶        | 第23屆香港瓶        | 第23屆香港瓶        | 第23屆香港瓶        | 里見皇冠 | 雄4  | 莫雷拉               | 堀宣行               | JRA美浦 |
| 12月11日            | 香港                | 沙田馬場            | 草2400米            | 里見皇冠 | 雄4  | 里見治               | 里見治               | 2:26.22 |
| 第30屆香港盃        | 第30屆香港盃        | 第30屆香港盃        | 第30屆香港盃        | 滿樂時   | 雄5  | 莫雅                 | 堀宣行               | JRA美浦 |
| 12月11日            | 香港                | 沙田馬場            | 草2000米            | 滿樂時   | 雄5  | 吉田和美             | 吉田和美             | 2:00.95 |

### 騎師邀請賽
| 賽事名                                           | 賽事名                                           | 冠軍       | 所屬         |
| 月日                                             | 馬場                                             | 冠軍       | 所屬         |
| ------------------------------------------------ | ------------------------------------------------ | ---------- | ------------ |
| 第30回全日本新人王爭霸戰                         | 第30回全日本新人王爭霸戰                         | 見越彬央   | 南關東抱浦和 |
| 1月20日                                          | 高知競馬場                                       | 見越彬央   | 南關東抱浦和 |
| 第14回佐佐木竹見盃騎師大獎賽                     | 第14回佐佐木竹見盃騎師大獎賽                     | 杜滿萊     | JRA栗東      |
| 1月26日                                          | 川崎競馬場                                       | 杜滿萊     | JRA栗東      |
| 東日本大震災5週年復興支援 船橋・岩手騎師交流競走 | 東日本大震災5週年復興支援 船橋・岩手騎師交流競走 | 山本聰哉   | 岩手水澤     |
| 3月11日                                          | 船橋競馬場                                       | 山本聰哉   | 岩手水澤     |
| 女騎師及見習騎師賽2016                           | 女騎師及見習騎師賽2016                           | 別府真衣   | 高知         |
| 3月4日及3月12日                                  | 名古屋競馬場及佐賀競馬場                         | 小松丈二   | 佐賀         |
| 女騎師及見習騎師賽隊伍賽2016                     | 女騎師及見習騎師賽隊伍賽2016                     | Young Team | 無           |
| 3月4日及3月12日                                  | 名古屋競馬場及佐賀競馬場                         | Young Team | 無           |
| 福山競馬紀念競走                                 | 福山競馬紀念競走                                 | 岡村卓彌   | 高知         |
| 3月26日                                          | 高知競馬場                                       | 岡村卓彌   | 高知         |
| 南關東騎師友誼賽                                 | 南關東騎師友誼賽                                 | 山本聰哉   | 岩手水澤     |
| 5月1日                                           | 盛岡競馬場                                       | 山本聰哉   | 岩手水澤     |
| 超級騎師大賽預賽外卡賽2016                       | 超級騎師大賽預賽外卡賽2016                       | 山本政聰   | 岩手水澤     |
| 5月15日                                          | 佐賀競馬場                                       | 赤岡修次   | 高知         |
| 超級騎師大賽預賽2016                             | 超級騎師大賽預賽2016                             | 永森大智   | 高知         |
| 6月13及7月7日                                    | 盛岡競馬場及名古屋競馬場                         | 永森大智   | 高知         |
| 日本騎師盃2016                                   | 日本騎師盃2016                                   | Team WEST  | 西日本       |
| 7月18日                                          | 盛岡競馬場                                       | Team WEST  | 西日本       |
| 回歸騎師盃                                       | 回歸騎師盃                                       | 的場文南   | 南關東大井   |
| 8月7日                                           | 佐賀競馬場                                       | 的場文南   | 南關東大井   |
| 2016世界星級騎師大賽                             | 2016世界星級騎師大賽                             | 杜滿萊     | JRA栗東      |
| 8月27及28日                                      | 札幌競馬場                                       | 杜滿萊     | JRA栗東      |
| 2016世界星級騎師大賽隊伍賽                       | 2016世界星級騎師大賽隊伍賽                       | JRA選拔隊  | JRA          |
| 8月27及28日                                      | 札幌競馬場                                       | JRA選拔隊  | JRA          |
| 第25回黃金騎師盃                                 | 第25回黃金騎師盃                                 | 永森大智   | 高知         |
| 9月7日                                           | 園田競馬場                                       | 永森大智   | 高知         |
| 第9回UFOKK競走                                   | 第9回UFOKK競走                                   | 田中學     | 兵庫姬路     |
| 9月24日                                          | 高知競馬場                                       | 田中學     | 兵庫姬路     |

## 馬匹獎項

### JRA賞
- 馬王：北部玄駒（雄4、栗東・清水久詞馬房）
- 最佳2歲雄馬：里見武神（雄2、美浦・藤澤和雄馬房）
- 最佳2歲雌馬：觸動心弦（雌2、美浦・藤澤和雄馬房）
- 最佳3歲雄馬：里見光鑽（雄3、栗東・池江泰壽馬房）
- 最佳3歲雌馬：錫蘭寶石（雌3、栗東・石坂正馬房）
- 最佳4歲及以上雄馬：北部玄駒（雄4、栗東・清水久詞馬房）
- 最佳4歲及以上雌馬：勝之石（雌5、美浦・久保田貴士馬房）
- 最佳短途馬：覓奇島（雄5、栗東・音無秀孝馬房）
- 最佳泥地馬：聽來真（閹5、高木登馬房）
- 最佳跳欄馬：長山之馬（雄5、美浦・和田正一馬房）
- 特別賞：滿樂時（雄5、美浦・堀宣行馬房）

### NAR大獎
- 馬王：Sorte（雄6、大井・寺田新太郎馬房）
- 最佳2歲雄馬：Rose Julep（雄2、門別・田中淳司馬房）
- 最佳2歲雌馬：Pink Dogwood（雌2、名古屋・川西毅馬房）
- 最佳3歲雄馬：Katsugeki Kitokito（雄3、名古屋・錦見勇夫馬房）
- 最佳3歲雌馬：Miss Mirander（雌3、船橋・佐藤賢二馬房）
- 最佳4歲及以上雄馬：Sorte（雄6、大井・寺田新太郎馬房）
- 最佳4歲及以上雌馬：Toko Venus（雌4、園田・吉行龍穗馬房）
- 最佳短途馬：Sorte（雄6、大井・寺田新太郎馬房）
- 最佳草地馬：Trust（雄2、川崎・河津裕昭馬房）
- 最佳輓馬：Fujidai Victory（雄8、帶廣・金山名彥馬房）
- 泥地分級賽特別賞：小林歷奇（雄6、栗東・村山明馬房）
- 特別表彰：Meisei Opera（退役馬）、稻荷一（退役馬）

## 人物獎項

### JRA賞
- 冠軍練馬師：矢作芳人（栗東、61勝）
- 最高勝率練馬師：堀宣行（美浦、20.1%勝率）
- 最高獎金練馬師：堀宣行（美浦、18億6104萬8600日圓獎金）
- 優秀技術練馬師：堀宣行（美浦）
- 冠軍騎師：戶崎圭太（美浦・田島俊明馬房、187勝）
- 關東冠軍騎師：：戶崎圭太（美浦・田島俊明馬房、187勝）
- 關西冠軍騎師：李慕華（栗東・自由身、186勝）
- 最高勝率騎師：李慕華（栗東・自由身、21.4%勝率）
- 最高獎金騎師：李慕華（栗東・自由身、41億4792萬1600日圓獎金）
- 騎師大賞：從缺
- 最有價值騎師：戶崎圭太（美浦・田島俊明馬房、58點數）
- 冠軍跳欄賽騎師：石神深一（美浦・自由身、15勝）
- 冠軍新人騎師：木幡巧也（美浦・牧光二馬房、25勝）

### NAR大獎
- 冠軍練馬師：雜賀正光（高知、231勝） ※後因於練馬師課程講師測試中存在作弊行為，而被剝奪獎項
- 最高獎金練馬師：小久保智（浦和、5億0667萬3000日圓）
- 最高勝率練馬師：川西毅（名古屋、39.7%勝率）
- 殊勳練馬師獎：從缺
- 冠軍騎師：森泰斗（船橋・松代真馬房、309勝）
- 最高獎金騎師：森泰斗（船橋・松代真馬房、10億1150萬1000日圓）
- 最高勝率騎師：山口勲（佐賀・東真市馬房、31.9%勝率）
- 優秀新人騎師：加藤聰一（名古屋・原口次馬房）
- 優秀女性騎師：木之前葵（名古屋・錦見勇夫馬房）
- 最佳運動精神獎：山口勲（佐賀・東真市馬房）
- 殊勳騎師獎：永森大智（高知・雜賀正光馬房）
- 特別賞：赤岡修次（高知・工藤真司馬房）、宮下瞳（名古屋・竹口勝利馬房）、武豐（栗東・自由身）

### 文部科學大臣體育功勞者表彰
- 表彰者：橋口弘次郎（栗東）

### 日本職業體育大獎
- 功勞賞：戶崎圭太（美浦・田島俊明馬房）、田中學（姬路・田中道夫馬房）
- 新人賞：木幡巧也（美浦・牧光二馬房）、加藤聰一（名古屋・原口次馬房）

## 頭馬達成記錄

### 騎師
首勝
- 霍禮義（京都、1月9日）
- Luis Contreras（中山、1月11日）
- 霍朗賢（中京、1月16日）
- Federico Bossa（川崎、3月3日）
- 木幡巧也（中山、3月27日）
- 坂井瑠星（阪神、4月2日）
- 荻野極（阪神、4月10日）
- 藤田菜七子（福島、4月10日）
- 森裕太朗（福島、4月16日）
- 鈴木祐（水澤、4月16日）
- 加藤聰一（名古屋、4月19日）
- 保園翔也（船橋、5月2日）
- 菊澤一樹（東京、5月7日）
- 岡村健司（川崎、5月12日）
- 普萊西（京都、5月29日）
- 塚本雄大（高知、6月4日）
- 田泰安（札幌、7月30日）
- 永森大智（札幌、8月28日）※僅計算中央頭馬
- 中越琉世（高知、10月29日）
- 田村直也（園田、11月2日）
- 湛明諾（中山、12月4日）

100勝
- 范嘉堯（小倉、3月6日）
- 石神深一（中京、3月13日）
- 中島龍也（金澤、4月10日）
- 山下雅之（笠松、5月9日）
- 田中健（小倉、7月31日）
- 井上幹太（門別、8月4日）
- 森島貴之（笠松、9月9日）
- 村上弘樹（名古屋、11月16日）

200勝
- 中野省吾（川崎、1月4日）
- 西田雄一郎（小倉、3月6日）
- 植野貴也（福島、4月9日）
- 石川倭（門別、8月10日）
- 菱田裕二（札幌、8月13日）
- 林幻（船橋、10月1日）
- 菅原辰得（水澤、11月26日）
- 丸山真一（名古屋、12月1日）

300勝
- 津村明秀（中山、3月26日）
- 沖靜男（金澤、5月1日）
- 田知弘久（金澤、5月3日）
- 本田正重（川崎、5月25日）
- 中野省吾（船橋、7月21日）
- 阿部龍（門別、9月20日）
- 川須榮彥（JRA福島、11月13日）

400勝
- 山田祥雄（名古屋、1月1日）
- 松田大作（京都、5月15日）
- 阪野学（門別、6月22日）
- 藤岡康太（中京、12月10日）
- 松山弘平（阪神、12月18日）

500勝
- 松井伸也（門別、4月27日）
- 太宰啟介（京都、4月30日）
- 和田讓治（大井、5月18日）
- 陶文峰（盛岡、6月11日）
- 青柳正義（金澤、7月31日）
- 高橋悠里（盛岡、9月18日）
- 李慕華（東京、10月29日）
- 宮下康一（園田、12月30日）

600勝
- 藤岡佑介（中山、4月10日）
- 小山信行（名古屋、6月22日）
- 別府真衣（高知、7月9日）
- 藤原幹生（笠松、7月29日）
- 岩橋勇二（門別、8月3日）
- 戶崎圭太（新潟、9月4日）
- 田邊裕信（中山、10月1日）
- 杜滿萊（阪神、12月10日）
- 藤江涉（浦和、12月22日）

700勝
- 町田直希（川崎、1月2日）
- 松岡正海（中山、1月10日）
- 上田將司（高知、3月13日）
- 吉井友彥（笠松、9月29日）
- 本橋孝太（船橋、11月8日）

800勝
- 勝浦正樹（JRA福島、4月17日）
- 畑中信司（金沢、4月24日）
- 今井貴大（名古屋、7月7日）
- 濱中俊（JRA小倉、8月7日）
- 桑村真明（門別、9月22日）

900勝
- 池田敏樹（笠松、4月1日）
- 齋藤雄一（盛岡、7月18日）
- 高松亮（盛岡、11月5日）
- 藤田弘治（金澤、12月18日）
- 山本政聰（水澤、12月31日）

1000勝
- 吉村智洋（園田、4月12日）
- 和田龍二（京都、5月8日）
- 熊澤重文（京都、5月29日）
- 山崎誠士（浦和、8月11日）
- 川田將雅（阪神、9月11日）
- 內田博幸（東京、10月8日）
- 西謙一（帶廣、10月30日）
- 池添謙一（阪神、12月4日）

1100勝
- 佐藤友則（名古屋、7月6日）
- 山本聰哉（盛岡、10月31日）

1200勝
- 幸英明（京都、11月5日）
- 平瀨城久（金澤、11月27日）

1300勝
- 大畑雅章（名古屋、5月6日）

1400勝
- 丹羽克輝（名古屋、9月19日）

1500勝
- 四位洋文（JRA京都、2月13日）
- 阿部英俊（水沢、4月24日）
- 服部茂史（門別、10月27日）

1700勝
- 田中勝春（JRA福島、4月10日）

1800勝
- 井上俊彦（門別、10月19日）

1900勝
- 福永祐一（JRA新潟、8月27日）
- 宮崎光行（門別、10月12日）

2000勝
- 鈴木惠介（帶廣、1月25日）
- 宇都英樹（名古屋、6月10日）
- 吉田順治（佐賀、6月26日）
- 下原理（園田、9月8日）
- 五十嵐冬樹（門別、10月12日）

2100勝
- 丸野勝虎（笠松、9月9日）

2200勝
- 柴田善臣（中山、3月12日）

2300勝
- 村上忍（盛岡、5月23日）

2400勝
- 蛯名正義（東京、2月7日）

2500勝
- 中西達也（高知、4月24日）
- 東川公則（笠松、8月12日）
- 戶部尚實（名古屋、9月21日）

2600
- 橫山典弘（東京、2月21日）

2800勝
- 村上忍（水澤、11月20日）

3100勝
- 赤岡修次（高知、10月29日）
- 岡部誠（名古屋、11月4日）

3200勝
- 向山牧（笠松、7月15日）

3300勝
- 木村健（園田、1月26日）

3500勝
- 内田利雄（船橋、11月11日）

3800勝
- 武豐（京都、1月31日）

5000勝
- 川原正一（園田、4月26日）

6900勝
- 的場文男（大井、8月1日）

### 練馬師
初勝利
- 橋口慎介（阪神、3月5日）
- 齊藤崇史（中京、3月19日）
- 橘友和（水澤、3月19日）
- 渡邊薰彥（中京、3月21日）
- 北野真弘（園田、3月23日）
- 池田忠好（佐賀、5月21日）
- 田中正人（大井、6月28日）
- 川島雅人（門別、6月30日）
- 安部幸夫（名古屋、8月30日）
- 湯前良人（笠松、9月9日）
- 村田順一（川崎、9月13日）
- 寺島良（阪神、10月2日）
- 杉山晴紀（新潟、10月29日）
- 伊藤和忍（水澤、12月24日）

100勝
- 角田晃一（阪神、3月13日）
- 的場直之（大井、3月18日）
- 高橋義忠（阪神、3月20日）
- 伊藤滋規（船橋、4月15日）
- 安田武広（門別、5月4日）
- 伊藤大士（札幌、8月7日）
- 木村哲也（札幌、8月14日）
- 菊澤隆德（新潟、8月28日）
- 鈴木孝志（中京、12月17日）

200勝
- 奥平雅士（中山、1月23日）
- 倉地學（名古屋、2月18日）
- 千葉幸喜（水澤、4月11日）
- 柘榴浩樹（浦和、4月27日）
- 佐佐木清明（船橋、5月4日）
- 本田優（京都、5月21日）
- 山本學（船橋、8月9日）
- 伊藤伸一（中山、9月25日）
- 成田明（名古屋、10月6日）
- 岩戶孝樹（新潟、10月29日）
- 小野望（門別、11月2日）
- 山田和久（門別、11月3日）
- 本間光雄（浦和、11月25日）
- 中野榮治（中山、12月18日）

300勝
- 藤原辰雄（中山、1月24日）
- 五十嵐忠男（東京、2月13日）
- 石井勝男（川崎、5月27日）
- 河津裕昭（川崎、7月4日）
- 南井克巳（JRA小倉、9月3日）
- 川島正一（船橋、9月6日）
- 佐藤祐司（水澤、9月12日）
- 佐久間雅貴（門別、9月13日）
- 谷潔（阪神、12月3日）

400勝
- 田村康仁（東京、2月20日）
- 米川昇（門別、5月12日）
- 板垣吉則（水澤、6月27日）
- 手塚貴久（JRA福島、7月2日）
- 畠山信一（水澤、9月5日）
- 山浦武（船橋、9月6日）
- 井手上慎一（名古屋、10月21日）
- 友道康夫（東京、11月6日）

500勝
- 萩原清（東京、1月31日）
- 齊藤敏（船橋、3月10日）
- 加用正（阪神、4月10日）
- 檜森邦夫（門別、6月28日）
- 池江泰壽（中京、7月23日）
- 松本隆宏（門別、9月27日）
- 松元茂樹（新潟、10月22日）
- 田口輝彦（笠松、11月10日）

600勝
- 高月賢一（川崎、1月27日）
- 藤崎一人（名古屋、3月18日）
- 坂口義幸（名古屋、5月17日）
- 栗田博憲（新潟、5月21日）
- 林正人（浦和、6月3日）
- 阪本一榮（大井、7月11日）
- 晴山厚司（盛岡、8月8日）
- 佐佐木仁（川崎、9月12日）
- 角居勝彥（京都、11月26日）

700勝
- 出川克己（船橋、3月11日）
- 矢野義幸（名古屋、4月19日）
- 田中淳司（門別、8月25日）
- 石川榮（水澤、9月4日）

800勝
- 松田博資（阪神、2月27日）
- 佐藤賢二（船橋、9月8日）
- 千葉博次（盛岡、9月25日）
- 山內研二（新潟、10月15日）

900勝
- 小久保智（浦和、11月24日）

1000勝
- 田中道夫（園田、2月23日）
- 内田勝義（川崎、6月17日）
- 角川秀樹（門別、9月13日）
- 槻館重人（帶廣、10月30日）

1100勝
- 菅原右吉（盛岡、5月29日）

1200勝
- 竹下直人（名古屋、1月18日）
- 川西毅（名古屋、6月24日）

1300勝
- 藤澤和雄（東京、4月24日）
- 平澤芳三（盛岡、5月16日）
- 村上實（水澤、12月25日）

1400勝
- 佐佐木由則（水澤、6月27日）

2000勝
- 川嶋弘吉（笠松、11月7日）

2300勝
- 藤崎一男（名古屋、9月22日）

2800勝
- 角田輝也（名古屋、9月19日）

## 誕生

### 馬匹
本年誕生的馬匹為2019年經典世代
- 1月22日 - 極好事、滂薄無比
- 1月24日 - 名父巴魯[121]、放聲歡呼[122]
- 1月28日 - Lion Lion
- 1月29日 - 玉容光耀、皇室徽號
- 1月30日 - 野田幻想[123]
- 2月1日 - 世界首映[124]
- 2月2日 - Teorema
- 2月4日 - Marche Lorraine
- 2月6日 - Danon Chaser
- 2月9日 - Nova Lenda、哥德教堂
- 2月10日 - 飛雪駒、Chrysoberyle
- 2月11日 - 行進曲、邁步前行
- 2月12日 - 粉紅巨鑽、Zadar
- 2月14日 - Dirndl
- 2月20日 - 陳年美酒
- 2月21日 - Master Fencer
- 2月24日 - Courageux Guerrier
- 2月25日 - 波爾卡舞
- 2月26日 - Aster Pegasus
- 2月29日 - 影子歌姬
- 3月4日 - 好快手、我走我路
- 3月6日 - 創世駒[125]
- 3月10日 - 名將天元
- 3月11日 - 定稿
- 3月14日 - Pourville
- 3月16日 - 頌讚火星[126]
- 3月17日 - 超神建築、Andraste
- 3月18日 - 俊男孩、Happy Hour
- 3月19日 - 羅浮宮、唯有讚譽
- 3月20日 - Summer Scent
- 3月21日 - 農神節慶[127]、嬌花吐艷、實力比試
- 3月22日 - Hikari Oso
- 3月24日 - 花徑走走
- 3月25日 - 野田賢君[128]、熱望[129]
- 3月26日 - 唯獨愛你[130]、鵠志王
- 3月27日 - 勝券天女
- 3月29日 - Casino Fountain
- 3月30日 - Gempachi Lucifer
- 3月31日 - Mutually、Lance of Puraana
- 4月1日 - Val d'Isere、反身舞步
- 4月2日 - No One
- 4月3日 - 純潔女兒、Wide Pharaoh
- 4月4日 - 皇庭譜曲、啟愛紫紅、金榜冠軍
- 4月5日 - 怡樂赤駿、日照飛駿[131]
- 4月6日 - Turbo
- 4月7日 - 魔族紳士
- 4月9日 - Emeral Fight、Daishin Clover
- 4月11日 - Lord Bless
- 4月12日 - Rinzo Channel
- 4月14日 - 芳華十八
- 4月15日 - Hokko Mevius
- 4月18日 - Nishino Daisy
- 4月19日 - 衝勁魅力
- 4月22日 - 奇想家
- 4月23日 - Breaking Dawn、機伶金花、湘南山城
- 4月26日 - Mani
- 4月30日 - 雙星相伴
- 5月6日 - 赤風女俠
- 5月8日 - Auvergne
- 5月9日 - 初勁[132]、Namura Kametaro
- 5月17日 - 舞林驕子[133]
- 5月18日 - Arc Vigorous
- 5月27日 - 空手道
- 5月28日 - Gemini King
- 5月29日 - 壯偉萬島

## 死亡

### 馬匹
- 1月20日 - 金滿寶
- 1月25日 - Our Paragon
- 2月2日 - Brilliant Road
- 2月7日 - 稻荷一
- 2月16日 - 天涯海角
- 2月23日 - Timber Country
- 3月17日 - 目白韋仁
- 4月6日 - Sasuga
- 4月7日 - L-Way Win
- 4月13日 - 富士山
- 4月15日 - Shochishimashita
- 4月20日 - 歌劇院
- 4月30日 - Smart Boy
- 5月2日 - Blue Concorde
- 5月11日 - Red Alvis
- 5月20日 - 紅色夢想
- 5月27日 - 雷神精靈
- 5月29日 - 飛馬星
- 6月30日 - 美麗週日
- 7月1日 - Phalaenopsis、明正歌劇
- 7月2日 - King Glorious
- 7月22日 - 雪之美人
- 8月16日 - Nippo Teio
- 8月27日 - Winner's Circle
- 8月31日 - Yusei Fairy
- 9月25日 - McCaulejye
- 10月14日 - Lindo Shaver、舞伴
- 11月30日 - Tagano Tonnerre
- 12月1日 - Rosita
- 12月6日 - 奈村勝將
- 12月31日 - Scan

### 人物
- 1月28日 - 山田一夫（賽馬評論家）
- 4月21日 - 櫻田幸三（練馬師）
- 6月9日 - 土井睦秋（錦岡牧場負責人）
- 6月18日 - 居城要（北勝牧場負責人、「黃金伶人」之馬主）
- 7月24日 - 田中章博（練馬師）
- 8月4日 - 清水成駿（賽馬評論家）
- 8月12日 - 武邦彥（前騎師、前練馬師、評馬人，騎師武豐及練馬師武幸四郎之父）
- 8月20日 - 石川ワタル（賽馬評論家）
- 8月26日 - 和泉信一（日本馬主協會聯合會榮譽會長、中山馬主協會首席顧問、「中山慶典」之馬主）
- 12月24日 - 山本正司（前騎師、前練馬師，松永幹夫的師父）